# Sitta himalayensis
Sitta himalayensis е вид птица от семейство Sittidae.

## Разпространение
Видът е разпространен в Бутан, Виетнам, Индия, Китай, Лаос, Мианмар и Непал.